# Дэрроу, Чарльз
Чарльз Дэрроу (англ. Charles Brace Darrow, 10 августа 1889 — 29 августа 1967), изобретатель, создатель и первый продавец настольной игры «Монополия». Продавец и установщик отопительного оборудования Дэрроу проживал в Германтауне, штат Пенсильвания, когда после биржевого краха 1929 года началась Великая депрессия. После утраты работы, Дэрроу зарабатывал на жизнь выгулом собак. 30 июля 1933 года он зарегистрировал изобретение, прототипом которого послужила экономическая «Игра земдевладельцев» (Landlores Games), запатентованная Элизабет Мэги в 1903 году. Игры отличались тем, что Дэрроу убрал из игры Мэги все политические шутки, из-за которых игра не могла быть издана, и дорисовал на поле Go красную стрелку.
Изобретение безуспешно демонстрировалось руководству компании «Паркер Бразерс» (Parker Brothers) в качестве проекта игры «Монополии». После отказа в сотрудничестве Дэрроу усовершенствовал, собственноручно произвел и продал в соседнем городе Филадельфия первые несколько тысяч комплектов «Монополии». В качестве названия улиц в игре использовали приметы города Атлантик-Сити. Первыми тестерами игры были безработные друзья Дэрроу и его жена.
По словам разработчика компьютерных игр Сида Мейера, при создании лидера в жанре пошаговых стратегий Civilization использовались эвристический подход Чарльза Дэрроу и основные идеи из «Монополии».